# Fumagalli
José Fernando Fumagalli (Monte Alto, 5 de outubro de 1977), é um ex-futebolista brasileiro que atuava como meia. Seu último clube foi o Guarani de Campinas, sendo o sétimo maior artilheiro da história da agremiação, com noventa gols marcados.

## Carreira
Fumagalli jogou na Ferroviária, no Santos, no América-SP, no Guarani, no Verdy Tokyo do Japão, no Corinthians, no Santo André, no Seul da Coréia do Sul, no Fortaleza e Al-Rayyan.

### Sport
O jogador viveu o melhor momento de sua carreira, segundo ele próprio, no Sport, clube que defendeu entre 2006 e 2007, ajudando o time a conquistar um Campeonato Pernambucano e o acesso à Série A do Campeonato Brasileiro.
O atacante já assinou um novo contrato com o Sport até maio de 2010. No dia 3 de julho de 2008, a CBF o liberou para ser escalado nos jogos do Leão.

### Vasco
Foi emprestado ao Vasco da Gama em setembro de 2009. Em dezembro de 2010, acertou com o Americana para a temporada 2011.

### Guarani
Ao final de 2011, acertou seu retorno ao Guarani e foi o destaque do time na campanha do vice-campeonato Paulista de 2012, sendo artilheiro da equipe com 9 gols, e, conquistando o Prêmio de  Craque do Interior.
Em 2013, Fumagalli, continua no Guarani, que em agosto de 2012, renovou seu contrato com o bugre até dezembro de 2013. No entanto, saiu do time para jogar por 3 meses no Santa Cruz de Cuiarana e retornou ao Guarani.
Fumagalli entrou na história do campeonato brasileiro em geral contando as séries (A,B,C,D), sendo o jogador mais velho a fazer um Hat-trick, aos 39 anos ele fez 3 gols na vitória do Guarani sobre o ABC na incrível goleada de 6x0.
Fumagalli se prepara a disputa de sua última competição profissional, em mais de 20 anos de carreira.
Em 14 de fevereiro de 2018, na partida contra o XV de Piracicaba, no qual o Bugre saiu derrotado por 1 a 0 no Brinco de Ouro, Fumagalli entrou aos 31 minutos do segundo tempo e completou 300 jogos com a camisa do Guarani. Porém, em 17 de fevereiro de 2018, após a vitória contra o Taubaté por 2 a 1, também no Brinco de Ouro, mesmo sem entrar em campo, Fumagalli recebeu honrarias pelos 300 jogos completados.
Em 24 de março de 2018, na partida contra o Votuporanguense, no qual o Bugre venceu por 2 a 1, Fumagalli marcou o seu 90º gol com a camisa do Guarani, consolidando-se como o 7º Maior Artilheiro do Clube. Encerrou a carreira logo após o título do Guarani do Campeonato Paulista de Futebol de 2018 - Série A2 na vitória contra o Oeste Barueri por 4x0 no dia 7 de abril de 2018.

## Títulos
Santos
- Torneio Rio-São Paulo: 1997

América-SP
- Campeonato Paulista - Série A2: 1999

Fortaleza
- Campeonato Cearense: 2005

Corinthians
- Copa do Brasil: 2002
- Torneio Rio São Paulo: 2002
- Campeonato Paulista: 2003

Sport
- Campeonato Pernambucano: 2006, 2007 e 2009

Vasco da Gama
- Campeonato Brasileiro Série B: 2009
- Copa da Hora: 2010

Guarani
- Campeonato Paulista - Série A2: 2018

### Prêmios individuais
- Craque do interior do Campeonato Paulista: 2012